# Butch DeConcini
Butch "The Little Guy" DeConcini fiktivni je lik iz HBO-ove televizijske serije Obitelj Soprano kojeg je glumio Greg Antonacci. On je visokorangirani član zločinačke obitelji Lupertazzi koji se prvi put pojavljuje kao kapetan, a kasnije biva promoviran u podšefa.

## Pregled
Butch je isprva kapetan, ali kasnije postaje podšef zločinačke obitelji Lupertazzi pod Philom Leotardom. 2006. je bio prisutan na sastanku u organizaciji Little Carminea Lupertazzija na kojem se pokušao riješiti spor sa zločinačkom obitelji Soprano kad je Tony Soprano na ubojstvo Vita Spataforea odgovorio dizanjem u zrak Philove brokerske poslovnice u Sheepshead Bayu. Nakon što je pokušaj propao, DeConcini je bio glasan u želji da se Tony likvidira. Nakon što je Phil odbio ubojstvo šefa, Butch je predložio nekog drugog iz Tonyjeve obitelji. Phil je ubrzo nakon toga pretrpio srčani udar.
Phil je zatim naredio ubojstvo Doca Santora kako bi jednom zauvijek preuzeo kontrolu nad obitelji Lupertazzi, a Butch je nadgledao likvidaciju iz jednog od obližnjih automobila. Nakon Philova konačnog ustoličenja na čelo Lupertazzijevih, Butch je postao podšef obitelji. Zajedno s Albiejem Cianfloneom, Butch je bio jedan od Philovih prvih pouzdanika i savjetnika.
Iako je Butch vjerojatno imao nekih neriješenih računa sa Sopranovima, kad je postalo jasno da Philov pokušaj istrebljenja vodstva obitelji Soprao propao, DeConcini je stavio posao na prvo mjesto: na sastanku s Tonyjem Sopranom i Pauliejem Gualtierijem, on je, zajedno s Cianfloneom i Little Carmineom, pristao okončati rat protiv Sopranovih. Iako nije odao gdje se Phil nalazi, u ime obitelji Lupertazzi je dao dopuštenje za njegovu likvidaciju. Kasnije je vjerojatno postao glava obitelji Lupertazzi.

## Ubojstva koja je naredio DeConcini
- Faustino "Doc" Santoro: ustrijeljen nekoliko puta u trbuh i lice. Ubijen tijekom borbe za prevlast u New Yorku.

## Vanjske poveznice
- Butch DeConcini u internetskoj bazi filmova IMDb-u